# Aire (vattendrag i Schweiz)
Aire är ett vattendrag i Schweiz. Det ligger i den sydvästra delen av landet. Aire mynnar underjordisk i Genève i floden Arve.
Runt Aire är det i huvudsak tätbebyggt och vid övre loppet finns jordbruksmark.